# Alba del domani. La fantascienza prima degli 'Anni d'oro'
Alba del domani. La fantascienza prima degli 'Anni d'oro'  (Before the Golden Age: A Science Fiction Anthology of the 1930s, letteralmente "Prima dell'Età d'Oro: un'antologia di fantascienza degli anni Trenta"), è un'antologia di racconti e novelle di fantascienza apparse originariamente su riviste pulp negli anni Trenta, curata dallo scrittore di fantascienza statunitense Isaac Asimov.
L'antologia fu pubblicata per la prima volta dalla casa editrice Doubleday nel 1974 e vinse il Premio Locus nel 1975 per la migliore antologia di ristampe; successive edizioni l'hanno proposta divisa in tre o quattro tomi. È stata pubblicata in lingua italiana per la prima e unica volta da Editrice Nord nel 1976, come uscita n. 1 della collana Grandi Opere Nord.

## Panoramica
Stando all'introduzione dell'opera, la mattina del 3 aprile 1973 Asimov sognò di aver raccolto in volume tutti i racconti di fantascienza che più aveva amato durante la sua adolescenza, nei pieni anni Trenta, e al risveglio lo aveva confidato alla sua compagna Janet Jeppson; su consiglio di quest'ultima, lo scrittore decise di allestire realmente l'antologia, riproducendo i testi originali dalle riviste custodite nell'emeroteca del suo amico e collaboratore Sam Moskowitz; nel corso delle ricerche Asimov riuscì a recuperare un suo racconto giovanile inedito e fino ad allora disperso, e scelse di aggiungerlo all'antologia come testo "bonus". Il progetto venne completato il 10 di maggio dello stesso anno, e l'editore Doubleday lo diede alle stampe circa undici mesi dopo.
L'opera propone in totale sedici racconti (più il diciassettesimo racconto "bonus" di Asimov stesso), otto romanzi brevi e un articolo divulgativo d'argomento astronomico, pubblicati nella fase centrale e finale dell'epoca pulp fra 1931 e 1938; l'autore più rappresentato nella selezione è Edmond Hamilton (3 racconti), seguito a pari merito da Jack Williamson (2 racconti), Murray Leinster (2 romanzi brevi), Charles R. Tanner (1 racconto e 1 romanzo breve), S. P. Meek (1 racconto e 1 romanzo breve) e John W. Campbell (1 racconto e 1 articolo); i testi furono selezionati da Asimov in virtù dell'impatto che avevano avuto sulla sua formazione di scrittore e scienziato, e non a caso i paratesti che introducono le varie opere intrecciano frequentemente storiografia letteraria e riflessione autobiografica, offrendo molti dettagli sull'infanzia da bambino prodigio di Asimov. In tal senso, quest'antologia funge in qualche modo da prequel alla precedente raccolta personale Asimov Story (1972), in cui l'autore aveva raccolto i propri scritti giovanili e ricostruito i propri esordi artistici negli anni Quaranta – e non a caso il racconto aggiuntivo di Asimov incluso in Alba del domani era stato menzionato proprio in Asimov Story entro un inventario di scritti perduti.

## Contenuti
L'opera si apre con un lungo saggio di Asimov sulle origini della letteratura di fantascienza nei dieci anni dal 1920 al 1930, in cui si analizza la comparsa delle prime riviste di settore quali Amazing Stories e Wonder Stories, e prosegue poi con una struttura annalistica, proponendo per ogni anno dal 1931 al 1938 un'introduzione di Asimov e da uno a sei racconti. Per i racconti afferenti a una saga più vasta, si indica in nota il ciclo di appartenenza.
- «Introduzione» («Introduction»)
- «Parte Prima: Dal 1920 al 1930» («Part One: 1920 to 1930»)
- «Parte Seconda: 1931» («Part Two: 1931»)
  - "L'uomo che si evolse" ("The Man Who Evolved") di Edmond Hamilton; in Wonder Stories aprile 1931.
  - "Il satellite di Jameson" ("The Jameson Satellite") di Neil R. Jones; in Amazing Stories luglio 1931[3].
  - "Submicroscopico" ("Submicroscopic") del capitano S. P. Meek; in Amazing Stories agosto 1931[4].
  - Awlo di Ulm (Awlo of Ulm) del capitano S. P. Meek; in Amazing Stories settembre 1931[4].
  - "I tetraedri dello spazio" ("Tetrahedra of Space") di P. Schuyler Miller; in Wonder Stories novembre 1931.
  - "Il mondo del sole rosso" ("The World of the Red Sun") di Clifford D. Simak; in Wonder Stories dicembre 1931.
- «Parte Terza: 1932» («Part Three: 1932»)
  - "Tumithak dei corridoi" ("Tumithak of the Corridors") di Charles R. Tanner; in Amazing Stories gennaio 1932.
  - L'era lunare (The Moon Era) di Jack Williamson; in Wonder Stories febbraio 1932.
- «Parte Quarta: 1933» («Part Four: 1933»)
  - "L'uomo che si destò" ("The Man Who Awoke") di Laurence E. Manning; in Wonder Stories marzo 1933[5].
  - Tumithak a Shawm (Tumithak in Shawm) di Charles R. Tanner; in Amazing Stories giugno 1933[6].
- «Parte Quinta: 1934» («Part Five: 1934»)
  - "Colossus" ("Colossus") di Donald Wandrei; in Astounding Stories gennaio 1934[7].
  - "Nati dal Sole" ("Born of the Sun") di Jack Williamson; in Astounding Stories marzo 1934.
  - Bivi nel tempo (Sidewise in Time) di Murray Leinster; in Astounding Stories giugno 1934.
  - "Vecchio Fedele" ("Old Faithful") di Raymond Z. Gallun; in Astounding Stories dicembre 1934[8].
- «Parte Sesta: 1935» («Part Six: 1935»)
  - "Il pianeta dei parassiti" ("The Parasite Planet") di Stanley G. Weinbaum; in Astounding Stories febbraio 1935[9].
  - Proxima Centauri (Proxima Centauri) di Murray Leinster; in Astounding Stories marzo 1935.
  - "La galassia maledetta" ("The Accursed Galaxy") di Edmond Hamilton; in Astounding Stories luglio 1935.
- «Parte Settima: 1936» («Part Seven: 1936»)
  - Colui che rimpicciolì (He Who Shrank) di Henry L. Hasse; in Amazing Stories agosto 1936.
  - "Gli uomini di Marte" ("The Human Pets of Mars") di Leslie Frances Stone; in Amazing Stories ottobre 1936.
  - "I ladri di cervelli di Marte" ("The Brain Stealers of Mars") di John W. Campbell; in Thrilling Wonder Stories dicembre 1936[10].
  - "Devoluzione" ("Devolution") di Edmond Hamilton; in Amazing Stories dicembre 1936.
  - "Caccia grossa" ("Big Game") di Isaac Asimov; composto nel 1941, prima pubblicazione in questo volume.
- «Parte Ottava: 1937» («Part Eight: 1937»)
  - «Altri occhi ci guardano» («Other Eyes Watching») di John W. Campbell; in Astounding Stories febbraio 1937[11].
  - "Pianeta meno" ("Minus Planet") di John D. Clark; in Astounding Stories aprile 1937
  - "Passato, presente e futuro" ("Past, Present and Future") di Nat Schachner; in Astounding Stories settembre 1937[12].
- «Parte Nona: 1938» («Part Nine: 1938»)
  - "Gli uomini e lo specchio" ("The Men and the Mirror") di Ross Rocklynne; in Astounding Science-Fiction luglio 1938[13].

## Prosecuzione
Dal 1979 fino al 1992 Asimov e il suo amico e collaboratore Martin H. Greenberg curarono per l'editore DAW Books una collana di venticinque antologie intitolata Le grandi storie della fantascienza (Isaac Asimov Presents the Great SF Stories), che in ciascun volume propose le migliori opere brevi di fantascienza pubblicate in ciascun biennio dal 1939-1940 fino al 1963-1964. La scelta di avviare il progetto con l'anno 1939, considerato convenzionalmente l'inizio dell'età d'oro della fantascienza, è dovuta al fatto che Asimov considerava l'epoca pulp già adeguatamente trattata nell'antologia Alba del domani, la quale va quindi a costituire, in senso lato, il "volume zero" de Le grandi storie della fantascienza.

## Edizioni
- Autori vari, Before the Golden Age, a cura di Isaac Asimov, Doubleday, 1974.
- Autori vari, Before the Golden Age, a cura di Isaac Asimov, 3 volumi, Fawcett Crest, 1975.
- Autori vari, Alba del domani. La fantascienza prima degli 'Anni d'oro', a cura di Isaac Asimov, Grandi Opere Nord 1, Editrice Nord, 1976.